# Sociologia política
La sociologia política és una disciplina que compara diferents sistemes polítics, tant presents com històrics, per explicar-ne el funcionament general. Explica com es configuren els diversos grup socials, quina relació mantenen amb el poder i com s'articula el govern d'una societat. Estudia la desigualtat social i com es mobilitza l'opinió pública en una situació determinada, així com el context social de la ideologia política, que pot provocar canvis en el model imperant al llarg del temps. Altres focus d'interès són les tendències de vot a les eleccions i el paper de la propaganda. Els fundadors de la disciplina són Max Weber i Comte.
L'obertura de la sociologia política no vol dir que els temes antics han estat descartats. Tradicionalment hi havia quatre àrees principals de recerca:
1. La formació sociopolítica de l'Estat modern;
2. "Qui mana"? Com la desigualtat social entre els grups (classe, raça, gènere, etc.) influeix en la política.[2]
3. Com personalitats públiques, moviment socials i tendències fora de les institucions formals de poder polític afecten la política formal.
4. Les relacions de poder dins i entre els grups socials (per exemple, famílies, llocs de treball, burocràcia, mitjans de comunicació, etc.)[3]

En altres paraules, la sociologia política tradicionalment es refereix a com les tendències socials, dinàmiques i estructures de dominació afecten els processos polítics formals, així com l'exploració de com les diverses forces socials treballin junts per canviar polítiques públiques. Des d'aquesta perspectiva, podem identificar tres grans marcs teòrics:  pluralisme, la teoria d'elit o de gestió i anàlisi de classe (relacionat amb l'anàlisi del marxisme). El pluralisme polític veu principalment com una competència entre els grups d'interès en competència.